# Nicklas Nielsen (racerförare)
Ej att förväxla med den svenske fotbollsspelaren Nicklas Nielsen.
Nicklas Nielsen, född den 6 februari 1997 i Hørning är en dansk racerförare.